# Phan Văn Tài Em
Phan Văn Tài Em (Chau Thanh, 23 aprile 1982) è un calciatore vietnamita, centrocampista del Long An.

## Caratteristiche tecniche
Trequartista, può essere impiegato anche come seconda punta.

## Carriera

### Club
Comincia a giocare al Long An. Nel 2011 si trasferisce al Navibank Sài Gòn. Nel 2013 passa allo Xuân Thành Sàigòn. Nel 2014 viene acquistato dal Long An.

### Nazionale
Ha debuttato in Nazionale nel 2002. Ha partecipato, con la Nazionale, alla Coppa d'Asia 2007. Ha collezionato in totale, con la maglia della Nazionale, 54 presenze e 5 reti.